# 김성환 (미술가)
김성환(1975년 ~ )은 대한민국에서 자란 현대 미술가이며 현재 뉴욕에서 활동 중이다. 대한민국 서울특별시에서 태어났다. 네덜란드에서도 라익스아카데미(Rijksakademie van beeldende kunsten)의 펠로로서 4년 간 일했다. 그가 개발한 인 더 룸(In the room) 시리즈에서 설치, 텍스트, 영화/비디오, 음악을 결헙함으로써 이야기를 전달한다.
감독, 편집자, 연기자, 작곡가, 내레이터, 시인 등 여러 역할을 맡으면서 비디오와 공연을 통합한다.